# Agros Zamość
Agros Zamość – klub sportowy założony w 1976 w Zamościu. 
Aktualnie szkoli zawodników w pięciu sekcjach: sekcji lekkoatletycznej, sekcji kolarskiej, sekcji zapaśniczej, sekcji łucznictwa oraz w sekcji podnoszenia ciężarów.
Największy sukces zawodników Agrosu to złoto Pawła Fajdka w rzucie młotem na Lekkoatletycznych Mistrzostwach Świata w Moskwie oraz srebroMariusza Łosia w zapasach stylu klasycznym na Mistrzostwach Europy w Wilnie.

## Dane teleedresowe
Klub Sportowy Agros Zamość

ul. Królowej Jadwigi 8

22-400 Zamość

## Zawodnicy
- Anna Jakubczak
- Dorota Gruca
- Katarzyna Kita
- Mariusz Łoś   zapasy olimpijskie, styl klasyczny
- Paweł Fajdek
- Radosław Jędrzejewski
- Szymon Kiecana
- Hubert Kalandyk
- Dominik Kopeć
- Adam Gardzioła

## Władze
- prezes: Konrad Firek
- wiceprezesi: Janusz Waśko, Jerzy Zawadzki
- skarbnik: Janusz Szatkowski
- sekretarz: Władysław Kardasz
- członkowie: Tadeusz Lizut, Janusz Hałas